# San Lorenzo (Santa Fe)
San Lorenzo es una ciudad ubicada en la zona sur de la provincia de Santa Fe, Argentina, a 23 km al norte de la ciudad de Rosario; en la orilla occidental del río Paraná y a 147 km de la capital provincial. Es la ciudad cabecera del departamento San Lorenzo, y tiene 50 954 habitantes (Indec, 2022).
La fecha de fundación de San Lorenzo se desconoce, pero el Consejo Municipal decidió en 1984 fijarla el 6 de mayo de 1796, fecha en que los frailes franciscanos llegaron y comenzaron la evangelización de la zona. 
Históricamente, es considerada de gran importancia ya que en sus inmediaciones se libró el combate de San Lorenzo el 3 de febrero de 1813, donde los revolucionarios bajo el mando del entonces coronel José de San Martín y sus granaderos a caballo derrotaron a las tropas realistas leales a la Corona española. El Convento de San Carlos Borromeo del siglo XVIII tiene un museo dedicado a esta batalla.

## Complejo portuario

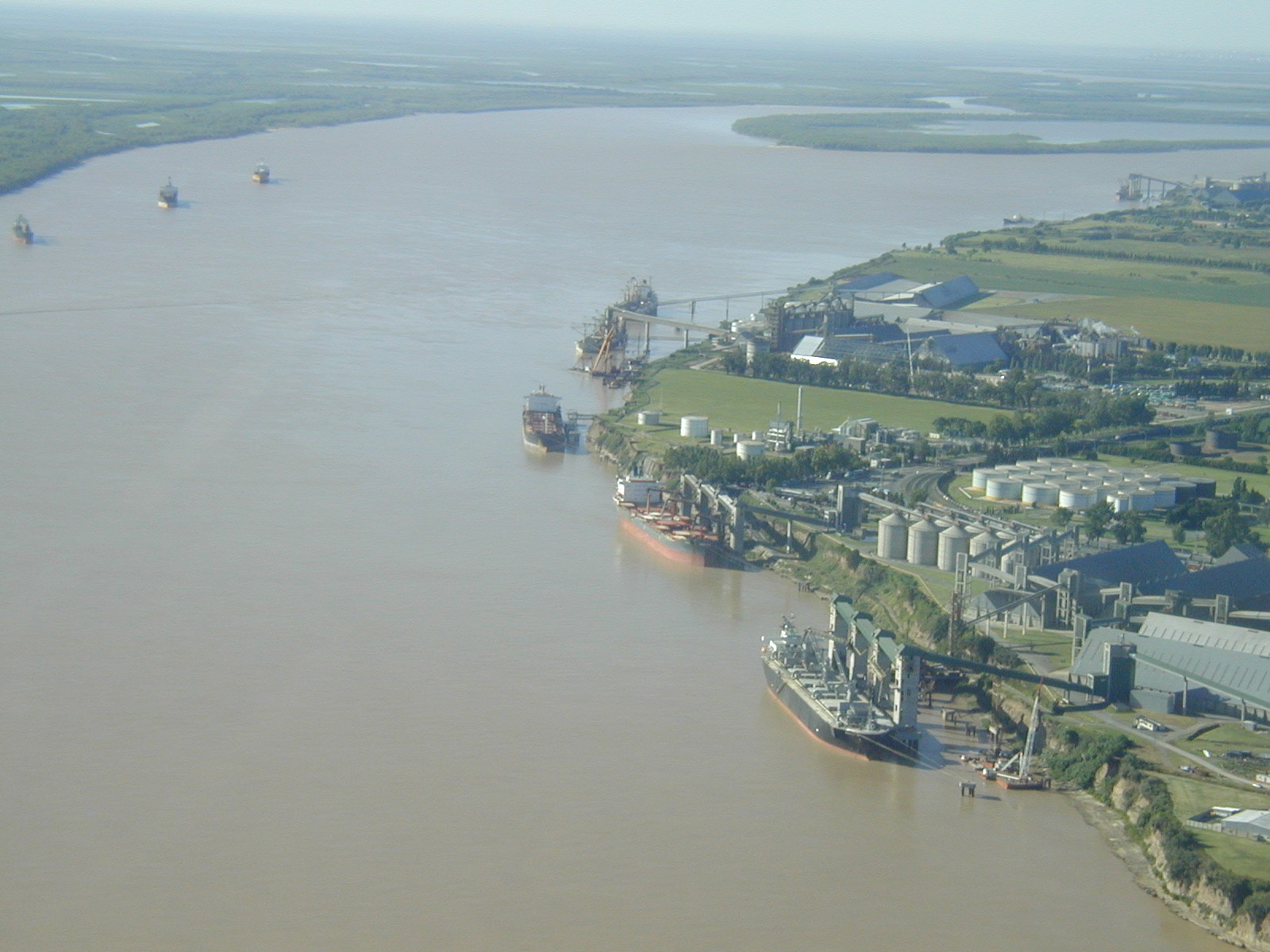
Terminales portuarias (Zona norte)

El Complejo Portuario San Lorenzo - Puerto San Martín, es un grupo de Terminales de Embarques y de muelles privados, para cereales/subproductos, aceites, combustibles, hidrocarburos, minerales, químicos y petroquímicos.
El Complejo es el polo exportador más importante del país: sale el 39,2 % del total exportado por Argentina en granos + aceites + subproductos oleaginosos en 1997. A sus terminales llega la producción cerealera de un vasto hinterland del centro, litoral y noroeste del país. A la actividad cerealera del complejo hay que agregarle la actividad en rubros hidrocarburos y derivados, gas, químicos, petroquímicos y minerales.
Todas sus terminales tienen instalaciones y cintas de transferencias apropiadas para la operación con chatas y barcazas; también las condiciones naturales del río Paraná en la zona aporta lugares propicios para operar en top off y en alijes, y que el complejo portuario San Lorenzo - San Martín, es por el momento el último sector del río acondicionado y mantenido para la navegación de buques de gran porte, 32’ (9,75 m) de calado.

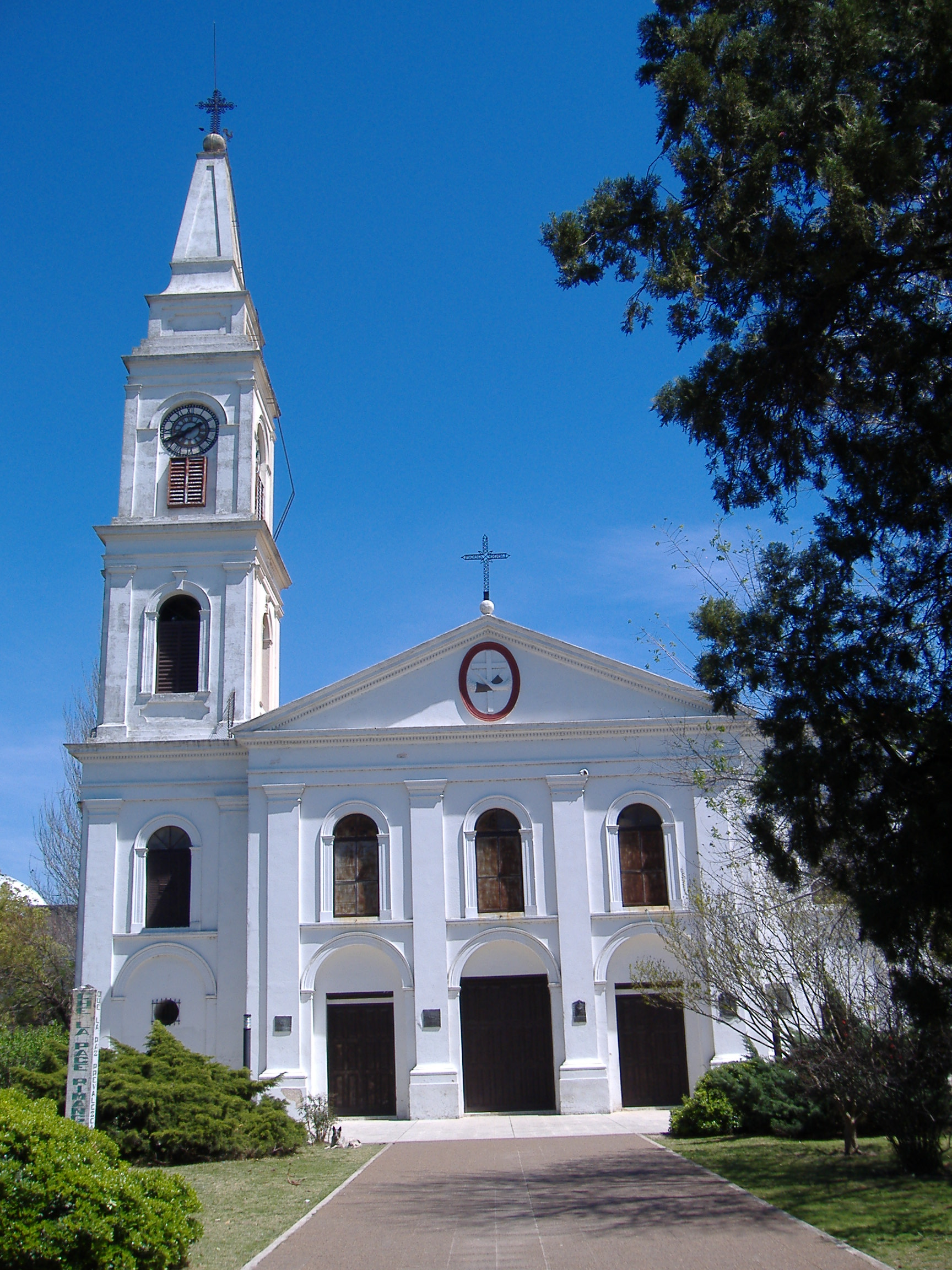
Convento de San Carlos.

### Puerto de San Lorenzo
Se encuentra dentro del "Complejo Portuario San Lorenzo - Puerto Gral. San Martín", que abarca la totalidad de las terminales de embarques y muelles existentes entre los km 435 y 459 del Río Paraná, que integran a su vez la principal zona portuaria del país, conocida como el Up-River.
Las instalaciones portuarias están a cargo de la Municipalidad homónima.
Hay una Delegación de la AFIP. DGA (Administración Federal de Ingresos Públicos. Dirección general de Aduana)
Están presentes las Cooperativas de Trabajadores Portuarios de San Lorenzo y Pto. Gral. San Martín. Estas Cooperativas se basan en el régimen de la Ley de Cooperativas N.º 20337 y su operatoria estibajes portuarios, a través del SUPA (Sindicato Único Portuarios Argentinos).

## Historia
En 1720 la Compañía de Jesús fundó una estancia, denominada de San Miguel del Carcarañal, cuyo casco se levantaba a la margen derecha del río Carcarañá en jurisdicción de la actual localidad de Aldao y enfrente a Andino. Era un establecimiento ganadero dependiente del colegio La Inmaculada de Santa Fe, destinado a producir bienes para el sostenimiento del colegio del que dependía.

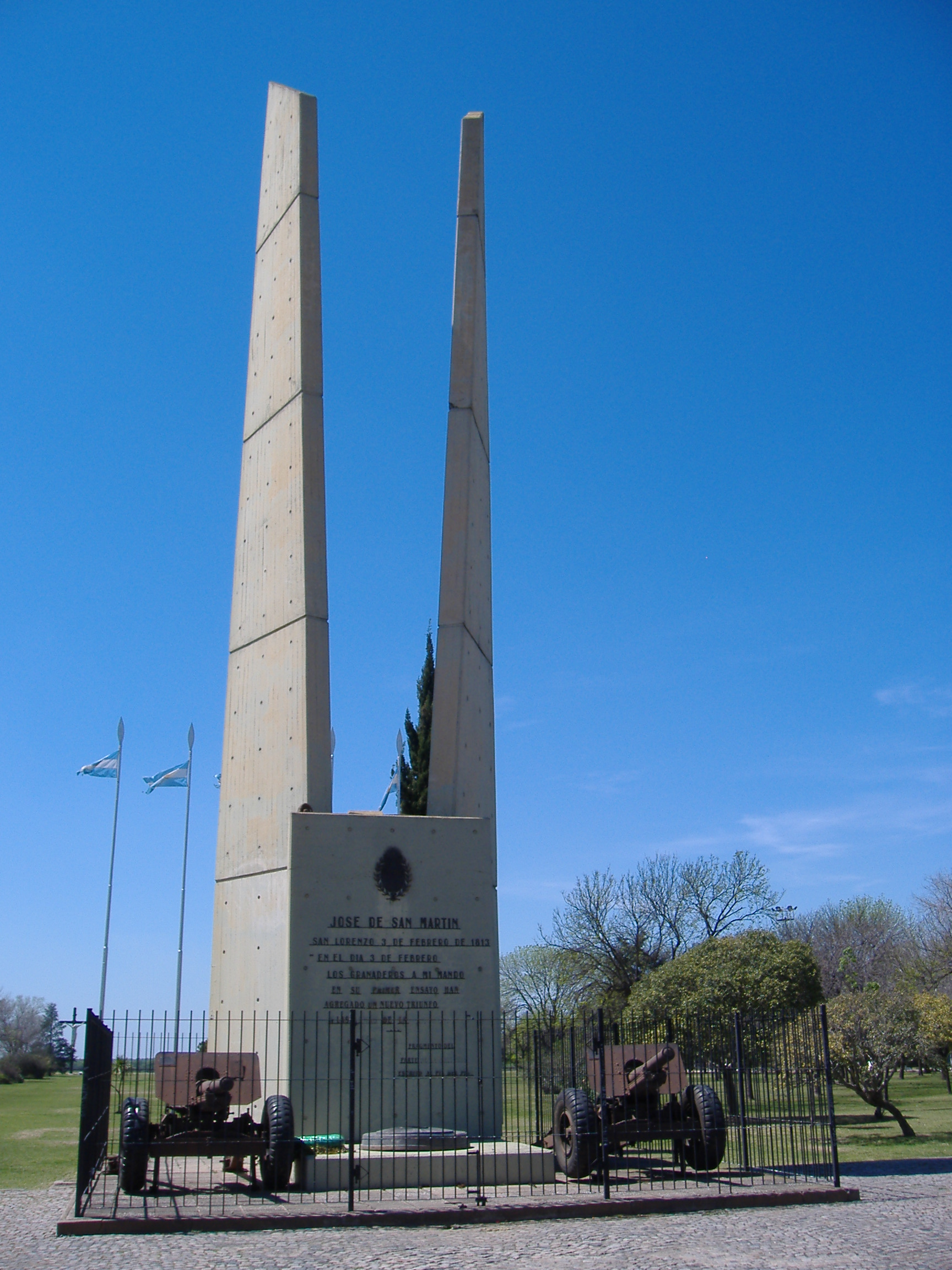
Campo de la Gloria.

Uno de los puestos de la estancia se denominaba de San Lorenzo y estaba emplazado en las cercanías de la desembocadura del arroyo San Lorenzo. Unos pocos ranchos constituían la población integrada por la familia del puestero y la de otros peones y reseros.
El 30 de octubre de 1768, en cumplimiento de la real orden de extrañamiento dictada por el rey Carlos III, la orden jesuítica es expulsada de España y de sus colonias de América. Debido a este hecho se interrumpe la tarea evangelizadora.
La estancia San Miguel pasa a jurisdicción de la Junta de temporalidades de Santa Fe, y en 1774 las tierras son subastadas públicamente. El regidor de Santa Fe, Francisco de Aldao, fue uno de los adquirentes, repartiendo las tierras entre sus hijos. Félix Aldao, hijo del regidor, recibe una legua cuadrada, donde se levanta la ciudad de San Lorenzo.
El 1° de enero de 1780 la Capilla San Miguel pasó a manos de un pequeño grupo de franciscanos que venían con el propósito de convertir el lugar en centro de operaciones para su apostolado.
Debido a que la estancia estaba muy deteriorada, en 1790 los franciscanos comienzan a buscar un lugar más apto para vivir y mejor comunicado. Félix Aldao dona una extensión de terreno a los frailes. A partir de ese momento, con la autorización del Virrey Don Nicolás Antonio de Arredondo, comienza la construcción.
El 6 de mayo de 1796 se traslada la comunidad franciscana al nuevo edificio, que hoy es el claustro del convento de San Carlos Borromeo. Frente a éste, el 3 de febrero de 1813, tuvo lugar la crucial Batalla de San Lorenzo en el cual el general José de San Martín y su Regimiento de Granaderos a Caballo, vencen a las tropas del Ejército Realista en América. Tiempo después, este campo de batalla adquiere el nombre de "Campo de la Gloria", hoy pulmón verde de la ciudad.
El 25 de mayo de 1965 se reemplaza el anterior busto al Gral. San Martín por un monumento con estatua, de cuerpo entero, de bronce patinado florentino, de 2,6 m, con pedestal de mampostería blanco de 2,5 m, en la plaza San Martín. El autor fue el escultor rosarino Erminio Blotta (1892-1976), con la coautoría del escultor rosarino Pedro Cresta (1912-1970); por el Decreto 978/1965, intendencia de Héctor C. Curioni; y Ordenanza 226/1965. Se pagó 900 000 pesos.

## Educación
- Escuela 218 Leandro N. Alem
- Escuela 1339 Ingeniero Enrique Mosconi
- Escuela 182 General Martín Miguel de Güemes
- Escuela 6390 Almafuerte
- Escuela 113 Sargento Cabral
- EEMPA 1128 Juana Azurduy
- Escuela Ens. Media 439 Doctor Melitón Francisco Hierro
- Escuela 8111 Nuestra Señora de la Misericordia
- Escuela de Enseñanza Técnica Profesional N.º 477 "Combate de San Lorenzo"
- Escuela 1085 "Santa Rosa de Viterbo" Niveles: Inicia- Primario - Medio y Terciario
- Escuela San Carlos – Primera escuela
- Escuela Brigadier General Estanislao López N.º 1291
- Escuela de Educación Técnica Profesional N.º 672 "Remedios de Escalada de San Martín"
- Escuela N.º 6392 Carlos J. Benielli

## Transporte

### Ferroviario
Ramales de los ferrocarriles Mitre como Belgrano, atraviesan perpendicularmente el ejido urbano de San Lorenzo. El F1 (Belgrano) como el ramal de Rosario a Tucumán (originalmente del FCBAR extensión a Tucumán) junto con ramales secundarios industriales, sirven para trenes de carga de NCA y TAC que llegan a los puertos de la localidad. 

### Carreteras y autopistas
| Identificador | Denominación                | Tipo          | Itinerario |
| ------------- | --------------------------- | ------------- | --- |
| RN 11         |                             | Ruta nacional | Por Av San Martín desde Fray Luis Beltrán hacia Puerto San Martín, Timbúes, Barrancas, Santa Fe, Reconquista, Resistencia, Formosa y hasta el puente internacional San Ignacio de Loyola, en la frontera con Paraguay. |
| AP 01         | Autopista Rosario- Santa Fe | Autopista     | Bordea el oeste de la localidad: hacia la capital provincial Santa Fe (145 km). |

#### Accesos principales
Las rutas de acceso a la ciudad se enlazan entre sí con la autopista nacional A012, la cual bordea la ciudad recorriendo su periferia sur. La Ruta Nacional 11 recorre verticalmente la localidad y otras rutas provinciales también la conectan con el resto de las localidades vecinas.

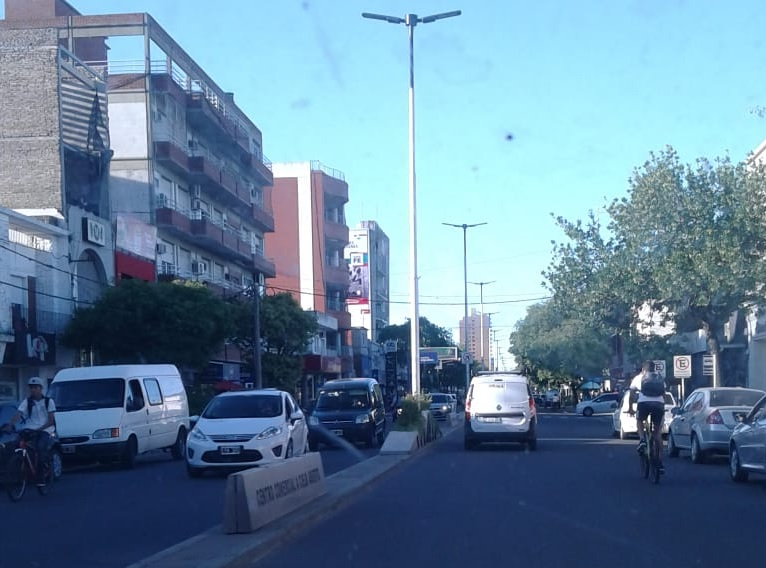
Avenida San Martín (Ruta Nacional 11) en su recorrido céntrico por la localidad de San Lorenzo. La doble traza fue realizada a mediados de la década del 2000.

## Despliegue de las Fuerzas Armadas
| Unidades pertenecientes a la Guarnición Militar Rosario | Sigla     |
| ------------------------------------------------------- | --------- |
| Batallón de Arsenales 603 "San Lorenzo"                 | B Ars 603 |
| Destacamento Militar "Campo de la Gloria" (del RGC)     |           |

## Personalidades
- Pablo Riccheri, militar y político
- Elsa Daniel, actriz
- Javier Mascherano, futbolista
- Alberto Kohan, político
- Myriam Noemí Tarragó, antropóloga
- Hugo Alberto Parente, militante político
- Bernardo Perrone, actor
- Aldo Braga, actor
- Francisco A. Imaz, militar
- Juan Antonio Manzur, compositor, pianista y director de orquesta de tango.
- Francisco Prado, peleador de artes marciales mixtas.
- Leandro Grimi, futbolista
- Juan Pablo Pereyra, futbolista
- Franco Cervi, futbolista
- Alejandro Capurro, futbolista
- Rodrigo Prado, compositor y guitarrista
- Germán Becker, cantante